# Mitrobarzanes (general armeni)
Mitrobarzanes (Mithrobarzanes, Μιθροβαρζάνης) fou un general de Tigranes II d'Armènia.
El rei el va enviar amb una força de tres mil homes a cavall i nombrosa infanteria contra l'exèrcit romà de Luci Licini Lucul·le; es va trobar amb un cos d'exèrcit romà dirigit per Sextili que el va derrotar. Toumanoff el considera virrei d'Armènia Sofene de la dinastia dels Zariàdrides. Vegeu Mitrobarzanes II d'Armènia Menor.